# Walt Martin
Walt Martin (8 de abril de 1945 — 24 de julho de 2014) foi um sonoplasta estadunidense. Foi indicado ao Oscar de melhor mixagem de som em duas ocasiões: na edição de 2015 pelo trabalho na obra American Sniper e na edição de 2007 por Flags of Our Fathers.

## Filmografia
- Space Cowboys (1999)
- Charlie's Angels (2000)
- Blood Work (2002)
- The Banger Sisters (2002)
- A Man Apart (2003)
- Mystic River (2003)
- Eulogy (2004)
- Million Dollar Baby (2004)
- Flags of Our Fathers (2006)
- Hollywoodland (2006)
- Letters from Iwo Jima  (2006)
- Changeling (2008)
- Gran Torino (2008)
- Invictus (2009)
- Hereafter (2010)
- Trouble with the Curve (2012)
- Jersey Boys (2014)
- American Sniper (2014)

## Prêmios e indicações
- Indicado: Oscar de melhor mixagem de som - American Sniper (2014)
- Indicado: Oscar de melhor mixagem de som - Flags of Our Fathers (2006)